# Maljovica
Maljovica csúcs a Rila-hegység észak-nyugati részén található 2729 méter magas hegycsúcs neve. A név egyik lehetséges eredete a szolgasors ellen küzdő Malo vojvodához kapcsolódik, aki a legenda szerint valahol a Maljovica-völgyben halt meg. Egy másik feltételezés szerint a név a csúcs északkeleti lábánál lévő tavainak hegymászók által használt Malite-tavak elnevezésből származik. A legkorábbi térképeken a csúcsot a Maljevica névvel jelölték. 
A Maljovica nehezen megközelíthető északi és keleti lejtőin Bulgária leglátogatottabb sziklamászó falai találhatók. A csúcs 124 méter magas északi oldala a bolgár alpinizmus szimbóluma. Első megmászására 1938. augusztus 23-án került sor. A csúcs környéke, a Maljovica üdülőhellyel együtt az egyik leglátogatottabb turisztikai terület Rila-hegységben. 

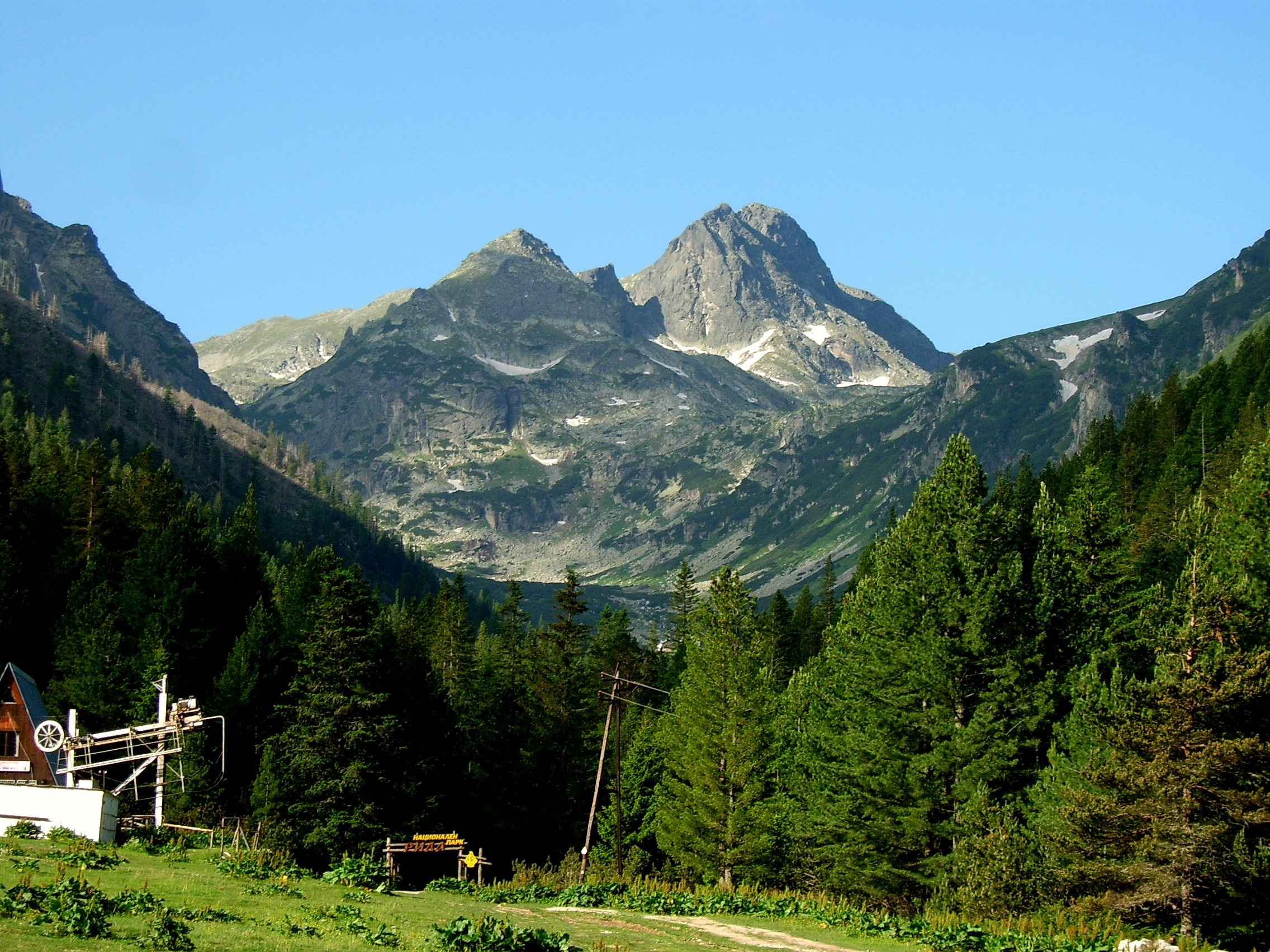
Maljovica csúcs nyáron

## Turistaútvonalak
A Maljovica csúcs lábánál található a névadó Majovica menedékház, amely a csúcsra vezető útvonalak kiindulópontja. A menedékháztól a csúcsra jelzett útvonal vezet a völgyön keresztül, amely az E4 nemzetközi turistaútvonal része. A Maljovica gerinctől az útvonal a Razdela, az Ivan Vazov menedékház és a Hét rilai tó területe felé folytatódik, valamint elágazással a Rilai kolostor felé. A csúcs környéke és a Maljovica patak völgyének lejtői lavinaveszélyesek, ezért a téli szezonban óvatosan kell közlekedni rajtuk.

## Az észak-keleti fal megmászása
1934 márciusában Alekszandar Belkovszki és Ivajlo Vladigerov sikertelen kísérleteket tettek a Maljovica észak-keleti falának megmászására. 1937-ben szlovén, német, francia és osztrák hegymászók tettek kísérletet, ám egyiküknek sem sikerült 60 méternél többet mászni a sziklán. 1938-ban egy olasz expedíció érkezett. Ezt követően az ismert francia mászó, Raymond Leininger is bevehetetlennek nyilvánította a falat.
1938. augusztus 23-án, néhány nappal Leininger távozása után két bolgár hegymászó - Koszta Szavadzsiev és Georgi Sztoimenov - megmászta a Maljovica észak-keleti falát: a tényleges mászás augusztus 22-én kora reggel kezdődött és két napon és egy éjszakán át tartott. 

## Fordítás
- Ez a szócikk részben vagy egészben  a(z)   Мальовица című bolgár Wikipédia-szócikk ezen változatának fordításán alapul.  Az eredeti cikk szerkesztőit annak laptörténete sorolja fel. Ez a jelzés csupán a megfogalmazás eredetét és a szerzői jogokat jelzi, nem szolgál a cikkben szereplő információk forrásmegjelöléseként.